# Mariner of the Seas (schip, 2003)
De Mariner of the Seas is een cruiseschip van Royal Caribbean International.
De Mariner of the Seas behoort tot de Voyager-klasse, waarin ook de Adventure, Explorer, Navigator en Voyager of the seas thuishoren. Het schip is 311 meter lang en 48 meter breed. Het kan 3.114 passagiers en 1.185 bemanningsleden vervoeren.
De maximumsnelheid van het schip is 24 knopen (wat ongeveer gelijk is aan 40,7 km/u).

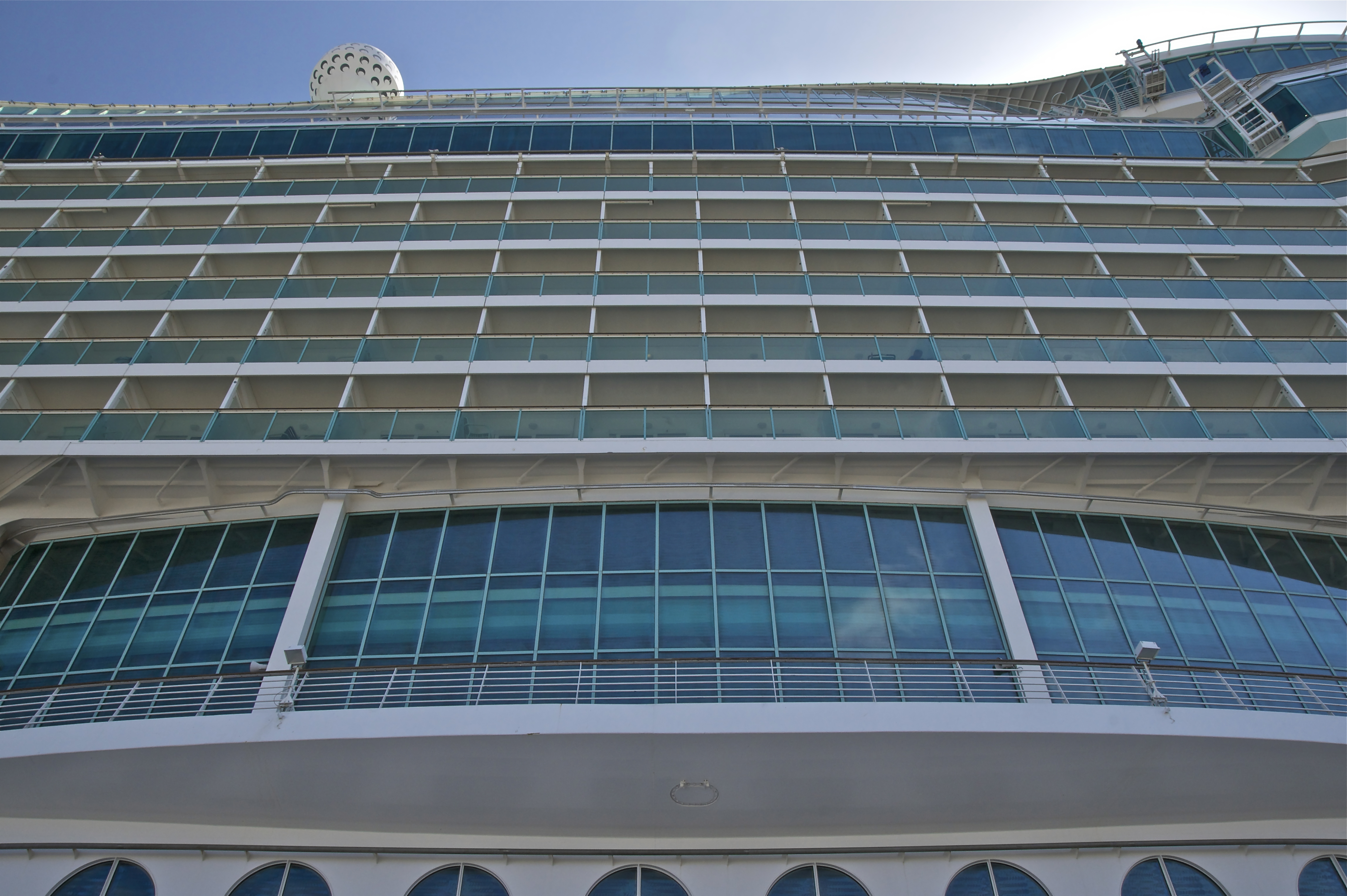
Mariner of the seas langs de zijkant onderaan